# Auguste Bosc (sculpteur)
Pour les articles homonymes, voir Auguste Bosc (compositeur) et Bosc.
(Félix), Auguste Bosc, né le 26 mars 1827 à Nîmes, et mort le 8 décembre 1879 dans la même ville, est un sculpteur français.

## Biographie
Admis à l’école municipale de dessin de la ville, Auguste Bosc est remarqué par le sculpteur James Pradier qui avait apprécié ses dispositions pour la sculpture : ses recommandations incitèrent le conseil général du Gard, en août 1850, à lui attribuer une pension pour poursuivre ses études à Paris où il est accueilli dans l’atelier de Pradier, alors professeur de sculpture à l'École des beaux-arts. La disparition de Pradier, en juin 1852, le prive de l’environnement artistique qui aurait pu lui permettre une carrière nationale et après une apparition à l’Exposition universelle de 1855, il revient dans sa ville natale.
Il se voit confier la réalisation de nombreux bustes et médaillons de personnalités locales, dont certains lui valent une récompense comme la médaille d’or décernée par la commission des beaux-arts de Nîmes pour son buste du colonel de gendarmerie Ambroise Blachier. Sa confession protestante ne l’empêche pas d’être retenu pour réaliser plusieurs œuvres pour des églises de Nîmes alors en construction. En 1874, à la suite du décès du directeur de l’école municipale de modelage, la municipalité de Nîmes lui confie le poste de directeur de cette institution.
De 1874 à 1877, il appartient à l'Académie du Gard.
Auguste Bosc meurt en 1879 et est enterré au cimetière protestant de Nîmes.
Une rue de Nîmes porte son nom.

## Œuvres
- Nîmes :
  - église Saint-Baudile, façade :

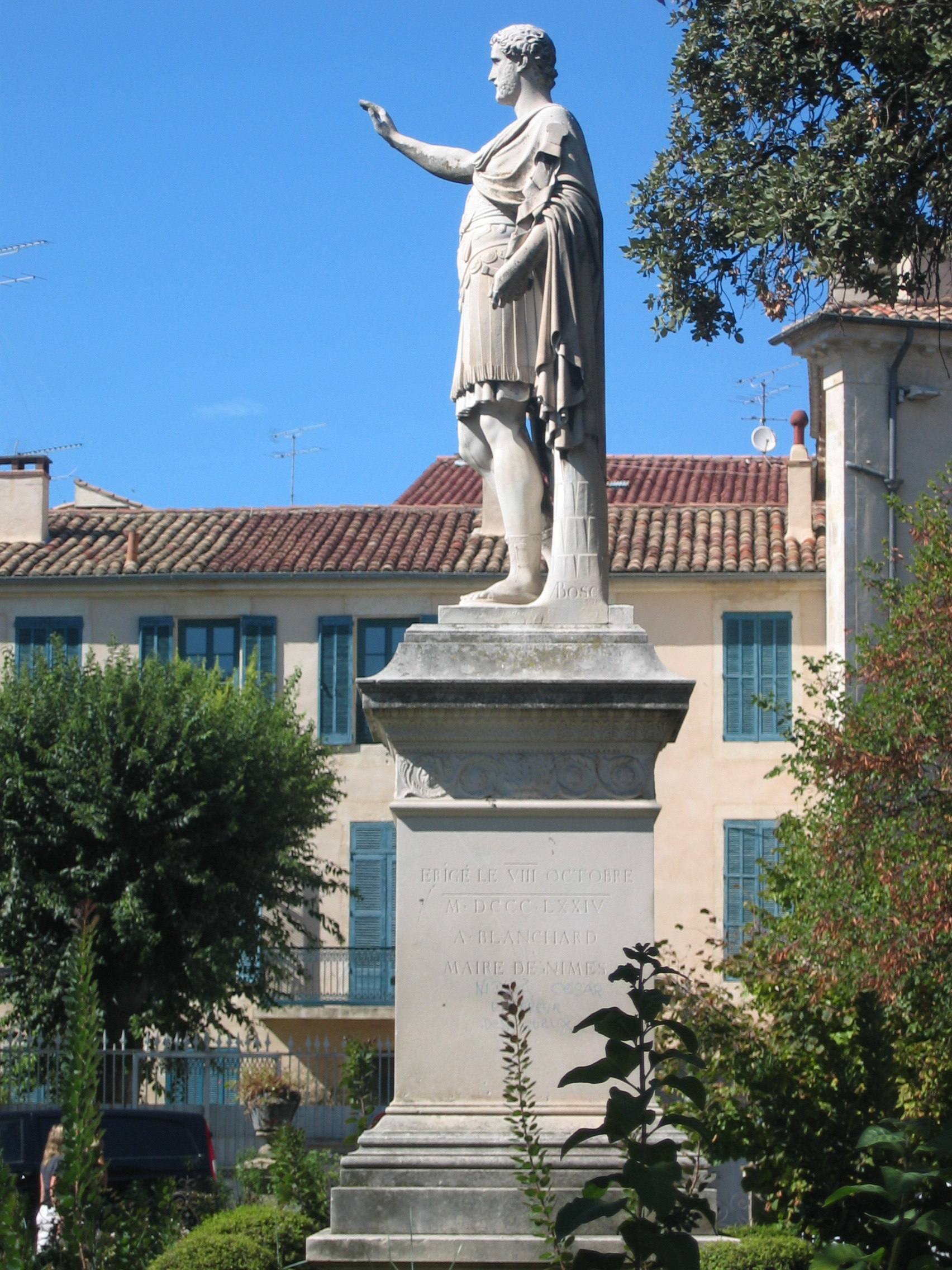
Monument de l'empereur Antonin (1874), Nîmes, square Antonin.

    - Saint Baudile, statue au-dessus de la corniche supérieure ;
    - Christ, bas-relief[2] ;
    - croix byzantine, soutenue par deux angelots, bas-relief.

  - église Saint-Paul : Chemin de croix, quatorze bas-reliefs en pierre de Lens[3] représentant les quatorze stations de la Passion du Christ.
  - église Sainte-Perpétue et Sainte-Félicité :
    - deux anges ornant la façade ;
    - deux anges en marbre blanc de Carrare ornant les extrémités du maître-autel ;
    - trois hauts reliefs de la chaire à prêcher : le Christ accosté de saint Paul et saint Pierre

  - jardins  de la Fontaine : Monument à Jean Reboul, 1876, statue en marbre représentant le poète assis, le monument est inauguré le 17 mai 1876[4].
  - square Antonin : Monument de l'empereur Antonin, 1874, statue en marbre de Carrare blanc. En 1864, la municipalité de Nîmes charge Auguste Bosc de réaliser une statue de l’empereur Antonin le Pieux (originaire de Nîmes par son père et son grand-père) et lui octroie une subvention pour l'envoyer à Rome s’inspirer des maîtres antiques. Le monument a été inauguré le 8 octobre 1874[5].